# Moscow Silver Bullets
I Moscow Silver Bullets sono una squadra di football americano di Mosca, in Russia.

## Dettaglio stagioni

### Tornei internazionali

#### Eastern League of American Football
| Stagione | regular season | regular season | regular season | regular season | regular season | regular season | playoff | playoff | playoff | playoff | playoff | playoff   | playoff              |
|          | Vin            | Par            | Per            | Tot            | PF             | PS             | Vin     | Per     | Tot     | PF      | PS      | risultato | avversaria           |
| -------- | -------------- | -------------- | -------------- | -------------- | -------------- | -------------- | ------- | ------- | ------- | ------- | ------- | --------- | -------------------- |
| 2012     | 1              | 0              | 3              | 4              | 21             | 83             | 0       | 1       | 1       | 0       | 21      | Wild Card | Samara Stormbringers |
| 2013     | 0              | 0              | 6              | 6              | 0              | 126            | -       | -       | -       | -       | -       | -         | -                    |
| Totale   | 1              | 0              | 9              | 10             | 21             | 209            | 0       | 1       | 1       | 0       | 21      |           |                      |

Fonti: Enciclopedia del Football - A cura di Roberto Mezzetti